# Roger Beaufrand
Roger Beaufrand (25. září 1908, Garenne-Colombes – 14. března 2007, Béziers) byl francouzský dráhový cyklista a olympijský vítěz ve sprintu na 9. letních olympijských hrách v Amsterdamu. Od roku 2005 byl nejstarším žijícím olympijským vítězem.
Roger Beaufrand se rozhodl pro cyklistický sport poté, co navštívil velodrom Bois de Vincennes při 8. letních olympijských hrách v Paříži 1924 a zhlédl soutěž ve sprintu. O rok později vyhrál svůj první závod mezi mladými talenty a začal jezdit po evropských velodromech. 7. srpna 1928 ke všeobecnému překvapení v necelých dvaceti letech pokořil soupeře zvučných jmen ve sprintu na olympiádě.
V roce 1928, kdy se stal olympijským šampiónem, získal v téže disciplíně stříbrnou medaili na mistrovství světa, když v Budapešti skončil za Falckem Hansenem. Kromě toho získal dva tituly mistra Francie a vyhrál více než 100 soutěží Grand Prix. Po celý život byl v kontaktu se sportovním děním, jeho duchem byl inspirován i ve svých dalších zálibách – šachu, bridži, astronomii, vinařství a zvláště ve výtvarném umění; dokonce se stal ředitelem výtvarné galerie v Paříži. V roce 1968 byl jedním ze sportovců, kteří přinesli olympijský oheň na ZOH do Grenoble.
Beaufrand byl členem Mezinárodního olympijského výboru (IOC) a krátce před smrtí (2007) obdržel řád Francouzské čestné legie, který mu předal trojnásobný olympijský vítěz z Grenoblu Jean-Claude Killy. Předseda MOV Jacques Rogge mu při této příležitosti písemně poblahopřál a prohlásil, že Roger Beaufrand byl vždy právě takovým, jakým by měl olympijský vítěz být: „...příkladem sportovce pro základní hodnoty sportu jako jsou dokonalost, přátelství, šlechetnost, respekt k druhým a solidarita“. Jen přání, že se s ním rád shledá u příležitosti jeho stých narozenin v olympijském roce 2008, se už neuskutečnilo. Beaufrand zemřel brzy po této slavnosti v Béziers, kde trávil poslední léta svého života.

## Roger Beaufrand na 8. olympijských hrách v Amsterdamu
Beaufrand nastoupil v kvalifikaci do druhé jízdy. V ní porazil Donnellyho z Irska a Rakušana Schaffera. Ve čtvrtfinále se utkal s Argentincem Malvassim a porazil ho v čase 13,4 s. V semifinálové jízdě byl jeho soupeřem Němec Bernhardt, vítězný čas Beaufrandův byl 13,2 s. Ve finále se proti němu postavil Nizozemec Mazairac a Beaufrand ho porazil opět časem 13,2 s. V souboji o třetí místo byl proti Němci úspěšnější Dán Willy Falck-Hansen.